# Sorama bicolor
Sorama bicolor är en fjärilsart som beskrevs av Walker 1855. Sorama bicolor ingår i släktet Sorama och familjen tandspinnare. Inga underarter finns listade i Catalogue of Life.

## Bildgalleri

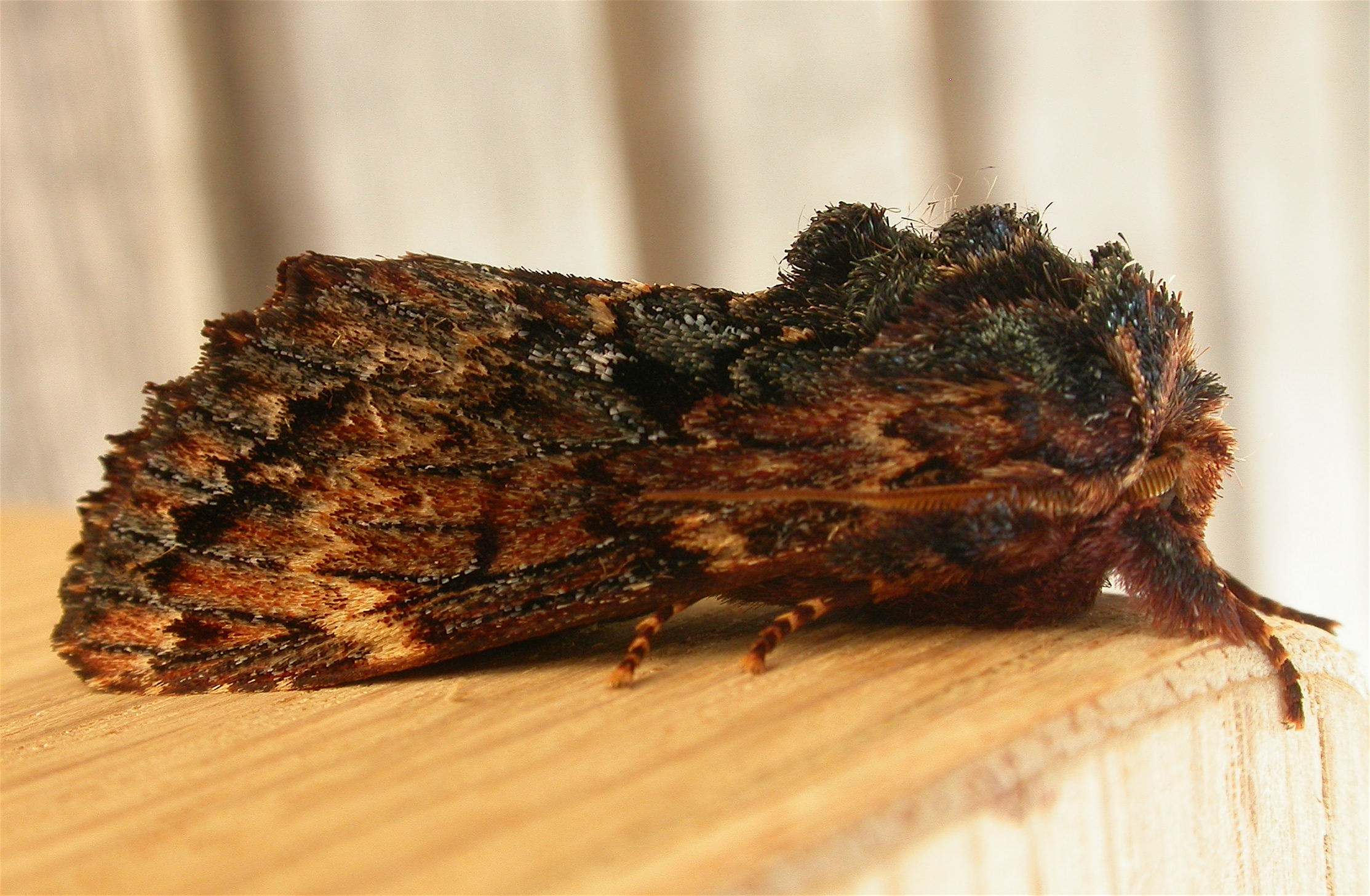